# لويزيانا هيرايد
لويزيانا هيرايد (بالإنجليزية: Louisiana Hayride) هو برنامج راديو وأنتج لاحقا على التلفزيون ويعرض موسيقى الكانتري وكان يبث من قاعة لويزيانا البلدية في شريفبورت، ساعد البرنامج في فترة أوجه بين عامي 1948-1960 على إطلاق مسيرة مجموعة من الأسماء اللامعة في عالم موسيقى الكانتري وموسيقى الغرب في أمريكا. غنى إلفيس بريسلي على النسخة الإذاعية من البرنامج في عام 1954 وقدم أول ظهور له في النسخة التلفزيونية من البرنامج في 3 مارس 1955.

## تاريخ هيرايد

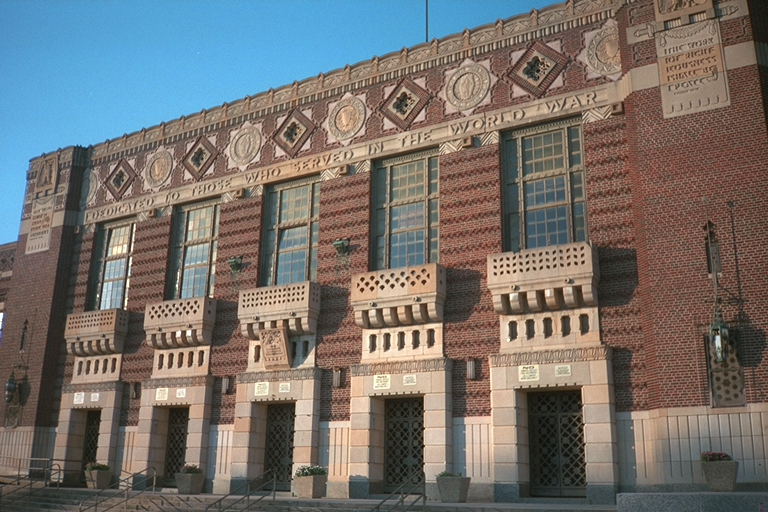
قاعة لويزيانا البلدية التذكارية

أخذ مؤسسو البرنامج الاسم من كتاب صدر عام 1941 بنفس العنوان بقلم هارنيت توماس كين، في كشفه لفضائح «لويزيانا هيرايد» بين عامي 1939-1940 والتي أرسلت شخصيات بارزة إلى السجن مثل جيمس مونرو سميث رئيس جامعة ولاية لويزيانا، وجورج كالدويل مشرف البناء السابق في الولاية. تم عرض البث الأول في 3 أبريل 1948 من قاعة البلدية في وسط مدينة شريفبورت، وكان هوراس «هوس» لوغان هو المنتج الأصلي ومدير التشريفات. ومن بين الفنانين الذي غنوا في البث الافتتاحي: بايلز براذرز، جوني وجاك، تينيسي ماونتن بويز مع كيتي ويلز، فور ديكونز، كيرلي كينزي وتينيسي ريدج رانرز، هارمي سميث، أوزارك ماونتنيرز، ميرسي براذرز، وبوب ويلز وتكساس بلايبويز.
وسرعان ما تم إنشاء مركز جذب للبرنامج في مسرح برودواي باسم لويزيانا هيرايد. حظي البرنامج بشعبية في غضون سنة من بدايته، حتى أن 25 محطة إقليمية قامت ببث أجزاء من البرنامج، وكما تم بثه في الخارج على إذاعة القوات المسلحة. وكانت المحطة الرئيسية للبرنامج هي KWKH/1130 في شريفبورت. تجسدت شعبية لويزيانا هيرايد بعد أن تولدت عنه برامج مختلفة في أجزاء أخرى من الولايات المتحدة، وعلى الأخص في سينسيناتي على محطة WLW/700 الإذاعية، ولاحقا على تلفزيون القناة في نسختها المسماة ميدويسترن هيرايد.
استمر هوراس لوغان بإنتاج لويزيانا هيرايد حتى عام 1957. وفي عام 1999، نشر لوغان كتابا عن البرنامج وتلقى الإشادة من المراجعين مثل بابليشرز ويكلي وكيركوس ريفيوز. وكان البرنامج ناجحا، وحل في أهميته في المرتبة الثانية بعد غراند أول أوبري في ناشفيل حتى بدأت محطة أيه بي سي بإذاعة برنامج أوزارك جوبيلي عام 1955.
في حين أن أوبري وجوبيلي وهيرايد كانوا يقدمون مشاهير النجوم، فقد قدم هيرايد الفرصة للفنانين الموهوبين والمجهولين نسبيا، وعرضهم أمام جمهور كبير. على مر السنين، غنى في البرنامج مجموعة من عظماء موسيقى الكانتري مثل هانك وليامز، ويب بيرس، كيتي ويلز، جيمي ديفيس، ويل ستراهان، سليم ويتمان، فلويد كريمر، سوني جيمس، هانك سنو، فارون يونغ، جوني هورتون، جيم ريفز، كلود كينغ، جيمي مارتن، جورج جونز، جون أند ثري وايزمين، جوني كاش، فرانكي ميلر، تيكس ريتر، كاوبوي جاك هانت وليتل جو هانت، نات ستاكى، ليفتي فريزل، وغيرهم الكثير.
وبحلول منتصف العام 1954، تم عرض جزء خاص من لويزيانا هيرايد طوله 30 دقيقة وتبث كل يوم سبت على قناة AFN Pacific على شبكة راديو القوات الاسكتلندية في المملكة المتحدة. في 16 أكتوبر من ذلك العام، ظهر إلفيس بريسلي على البرنامج الإذاعي وهو في سن المراهقة. أدى بريسلي أغنيته "ذاتس أول رايت"، والتي كان قد أصدرها حديثا على تسجيلات صن، ولقيت ردا فاترا من الجمهور، وفقا لما ذكره مدير التشريفات السابق في البرنامج فرانك بايج (1925-2013)،  ولكن رغم هذا فقد وقع بريسلي بعد فترة وجيزة عقدا لمدة عام ليظهر في البرنامج. تبع هذا طلب فوري وهائل على النمط الجديد من موسيقى الروكابيلي الذي ابتدعه بريسلي، وأدى في الواقع إلى انخفاض حاد في شعبية لويزيانا هيرايد والذي كان حتى هذه النقطة مختصا بالكامل بموسيقى الكانتري. وفي 3 مارس 1955، قدم بريسلي أول ظهور له في النسخة التلفزيونية من البرنامج، والتي قامت ببثها محطو KSLA-TV، وهي تابعة لمحطة سي بي إس في شريفبورت.

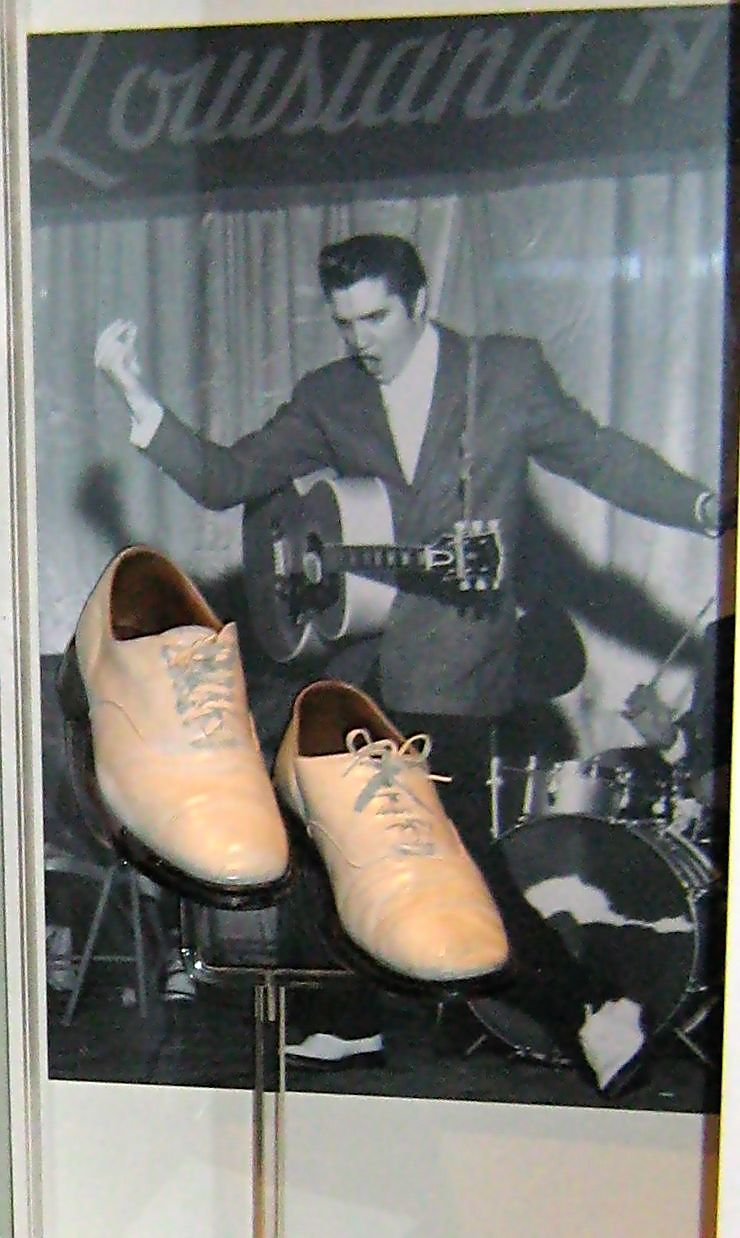
إلفيس بريسلي في لويزيانا هيرايد.

في غضون بضع سنوات، سيطر الروك أند رول على الساحة الغنائية، وتم بث آخر عرض من برنامج لويزيانا هيرايد في 27 أغسطس 1960. ومع ذلك، واصلت محطة KWKH استخدام اسم لويزيانا هيرايد للجولات الموسيقية خلال الستينات بشكل نصف شهري أو شهري أو فصلي، وتم إيقاف البرنامج في النهاية في عام 1969. وفي أغسطس 1974، قدم رجل الأعمال ديفيد كينت من شريفبورت عرضا لموسيقى الكانتري وبعنوان «هيرايد يو إس أيه»، وقام كينت بتغير اسمه إلى لويزيانا هيرايد في عام 1975 بعد أن سمحت له محطة KWKH باستخدام الاسم. تم بث برنامج لويزيانا هيرايد الجديد على الإذاعة واستمر حتى عام 1987، وتم بثه في منشأة مسرح عشاء جديد في بوسير سيتي،  واكتشف مواهب مثل عازف الكمان من برانسون شوجي تابوتشي ومغنية الكانتري ليندا ديفيس.
قدمت بعض العروض المحلية في منطقة شريفبورت تحت اسم لويزيانا هيرايد بما في ذلك ملتقى لم شمل عام 2003 بعنوان «ون مور رايد» وظهر فيه 60 فنانا ممن ظهروا في البرنامج الأصلي مثل كيتي ويلز، فريق براونز، بيتي أموس، هومر بايلز، بيلي ووكر، ميتشل توروك، وهانك تومبسون. أصبح بارني كانون (1955-2009)، وهو ديجي على KWKH، مختصا في تاريخ موسيقى الكانتري. وفي أغسطس 2009، تم إدخال برنامج لويزيانا هيرايد في قاعة مشاهير الموسيقى في لويزيانا.
في عام 2009، وبعد عدة سنوات من التقاضي على اسم لويزيانا هيرايد وعلامته التجارية، وقضت محكمة اتحادية أن مارجريت لويس وارويك تملك الحق في الاسم. واعتبارا من 31 مايو 2012، اتجهت محطة KWKH إلى تقديم الرياضة وتوقفت عن إذاعة موسيقى الكانتري الكلاسيكية.

## أهم المغنين
| - جاك أنغلين - بيني بارنز - Carl Belew - بيل بلاك - إدي بوند - براونز - Vin Bruce - بيل كارليسلي - جوني كاش - Mary Jo Chelette and the Chelette Sisters - Zeke Clements - جيمي ديفيس - ليتل جيمي ديكنز - Werly Fairburn - تيلمان فرانكس - Bob Gallion - مارشال غرانت | - جولدي هيل - جوني هورتون - ديفيد هوستون - سوني جيمس - جورج جونز - Grandpa Jones - ميرل كلغور - هانك لوكلين - Bob Luman - Maddox Brothers and Rose - جيمي مارتن (مغني) - Johnny "Country" Mathis - سكوتي مور | - جيمي س. نيومان - James O'Gwynn - باك أوينز - ليون باين - لوثر بيركنز - ويب بيرس - إلفيس بريسلي - جيم ريفز - Donn Reynolds - جاك رودس - Rice Brothers - تومي ساندز - Johnny Sea - Shelton Brothers - Margie Singleton | - ريد سوفاين - Nat Stuckey - تومي توملينسون - بيلي ووكر - Don Warden - كيتي ويلز - سليم ويتمان - Wilburn Brothers - Slim Willet - أودري وليامز - هانك ويليامز - Bob Wills - ماك وايزمان - Ginny Wright - جوني رايت - فارون يونغ - York Brothers |